# Pendleton Murrah

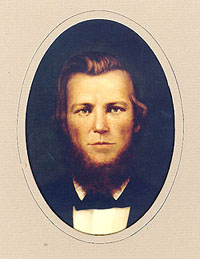
Pendleton Murrah

Pendleton Murrah, född 1824 eller 1826, död 4 augusti 1865 i Monterrey, Mexiko, var en amerikansk politiker. Han var guvernör i Texas 1863–1865.
Murrah utexaminerades 1848 från Brown University. Efter studierna bodde han fram till år 1850 i Alabama men flyttade sedan till Texas där han hoppades att klimatet skulle hjälpa honom då han led av tuberkulos. Murrah öppnade sin advokatbyrå i Marshall och gifte sig 16 oktober 1850 med Sue Ellen Taylor. Han gick med i demokraterna och blev 1857 invald i Texas lagstiftande församling.
Murrah efterträdde 1863 Francis Lubbock som guvernör. Ämbetsperioden som guvernör var i amerikanska inbördeskrigets slutskede och Murrah hade sina meningsskiljaktigheter med konfederationens militära befälhavare i Texas i frågan om värnplikt i Amerikas konfedererade staters armé. Kontroversen gällde huruvida CSA:s eller Texas lag borde tillämpas i fråga om sådana individer som redan frivilligt hade tagit värvning i staten Texas milis. Efter att Robert E. Lee kapitulerade år 1865 yrkade Murrah på texasborna att fortsätta sitt krig mot nordstaterna. Då nordstaternas trupper närmade sig Texas flydde Murrah till Mexiko där han senare samma år dog i tuberkulos och gravsattes i Monterrey.